# Bernard Budiansky
Bernard Budiansky (Nueva York, 8 de marzo de 1925-Lexington, 23 de enero de 1999) fue un académico estadounidense especializado en el campo de la mecánica aplicada e hizo contribuciones fundamentales a la mecánica de estructuras y a la mecánica de materiales. Recibió la medalla Timoshenko en 1989.

## Biografía
Nació en Nueva York el 8 de marzo de 1925, de padres inmigrantes rusos, Louis y Rose (Chaplick) Budiansky. Tras obtener una licenciatura en Ingeniería Civil por el City College en 1944, cuando apenas tenía más de 19 años, se convirtió en científico investigador aeronáutico en el Comité Asesor Nacional de Aeronáutica (NACA, precursor de la NASA) en Langley Field, Virginia.
Tomó una licencia educativa de la NACA para inscribirse en 1947 en el programa de posgrado en matemáticas aplicadas de la Universidad Brown, completando su doctorado en 1950 con una disertación titulada Teoremas fundamentales y consecuencias de la teoría del deslizamiento de la plasticidad. Regresó a Langley en 1950 y, en 1952, fue nombrado Jefe de la Subdivisión de Mecánica Estructural. Se incorporó a la facultad de Harvard en 1955.
Hizo contribuciones ampliamente citadas sobre la forma en que las fisuras y uniones en las rocas afectan la propagación de ondas sísmicas, que se ha convertido en una base estándar para inferir las propiedades de las rocas en la Tierra, y contribuyó a comprender el estrés y la deformación en la inflación del pulmón humano.
Su trabajo de los últimos años se centró en problemas en el dominio de la ciencia de los materiales, explicando las propiedades mecánicas de los sólidos en términos de mecanismos microscópicos. A esta importante área la llamó "micromecánica". Fue uno de sus pioneros y contribuyó a la explicación de la fractura de metales dúctiles y el endurecimiento de cerámicas y materiales compuestos normalmente frágiles.
Ganó muchos honores, incluido el de Profesor de Investigación Dryden de la AIAA en 1970, la Medalla Townsend Harris en 1974, la Medalla von Karman de la Sociedad de Ciencias de la Ingeniería en 1982, la Medalla Eringen en 1985 y la Medalla Timoshenko en 1989. Recibió doctorados honorarios de la Universidad del Noroeste en 1986 y del Instituto Tecnológico de Israel. Además fue miembro de la Academia Nacional de Ciencias, la Academia Nacional de Ingeniería, la Academia Estadounidense de las Artes y las Ciencias, la Real Academia de Artes y Ciencias de los Países Bajos, y el Centro Danés de Matemáticas y Mecánica Aplicadas.
Falleció el 23 de enero de 1999 en su casa de Lexington, Massachusetts, a los 73 años de edad.